# 巴本豪森巴赫河
52°3′15.9″N 8°31′1.7″E / 52.054417°N 8.517139°E
巴本豪森巴赫河（德語：Babenhausener Bach），是德國的河流，位於該國西部，處於北萊茵-威斯特法倫州，屬於蓋勒斯哈根巴赫河的左支流，河道全長3.8公里。